# حكومة سعيد الغزي الثانية
الحكومة السورية التي تشكلت في 13 سبتمبر 1955، هي الحكومة السورية الخامسة والخمسين في تاريخ سوريا الحديث، والأربعين في عهد الجمهورية السورية الأولى، والأولى في ولاية شكري القوتلي الثانية، والثانية برئاسة سعيد الغزي. نالت الحكومة الثقة بأغلبية 88 صوتًا مقابل لا ثقة 31 وامتناع 3 وغياب 20 نائب. حصلت في عهدها المحاكمات المتعلقة بقتلة عدنان المالكي، وأقرّت صفقة مع مصر لتسليح الجيش السوري، وصفقة أخرى مع تشيكوسلوفاكيا عسكرية - اقتصادية، كما بدأت مفاوضات مع رومانيا والصين وجميعهم من الدول المنتمية للكتلة الشرقية، والدول الشيوعية. قوّت الحكومة علاقات الحلف المصري -السعودي - السوري، مقابل الحلف التركي - العراقي - الأردني، وخلال عهدها اندلعت مواجهات مسلحة في حماة بين أنصار البعث والإقطاعيين وملاك الأراضي ما أسفر عن مقتل شخص وإصابة 24 شخصًا، الأمر الذي دفع إلى استقالة الحكومة وعقد جلسة برلمانية استثنائية.

## تشكيلة الحكومة
| الوزير                | الوزارة                        |
| --------------------- | ------------------------------ |
| سعيد الغزي            | رئيس الوزراء، وزير الخارجية    |
| منير العجلاني         | وزير العدل                     |
| رشاد برمدا            | وزير الدفاع الوطني             |
| رزق الله أنطاكي       | وزير الاقتصاد الوطني           |
| مأمون الكزبري         | وزير التعليم                   |
| عبد الوهاب حوامد      | وزير المالية                   |
| مصطفى ميرزا           | وزير الزراعة                   |
| عبد الباقي نظام الدين | وزير الأشغال العامة والاتصالات |
| علي بوظو              | وزير الداخلية                  |
| بدري حمود             | وزير الصحة العامة              |
| حسن الأطرش            | وزير دولة                      |
| أسد الهارون           | وزير دولة                      |
| محمد سليمان الأحمد    | وزير الدولة                    |